# 白诸镇
白诸镇，是中华人民共和国广东省肇庆市高要区下辖的一个乡镇级行政单位。

## 行政区划
白诸镇下辖以下地区：
白诸镇社区、区村、下坡村、廖甘村、姚村、大基头村、石下村、上孔村、北凤村、东村、布院村、庙村、高山村、新星村、上洞村、稳裕村、罗乐村、河洞村、湾头村、白沙村、金平长村、松云村和四联村。